# إدريس بنعلي
إدريس بنعلي (7 أكتوبر 1943 - 3 فبراير 2013) أستاذ وباحث اقتصادي مغربي، مختص في الشؤون المغاربية ومستشار وطني ودولي. تميز بأبحاث متعددة حول العلاقة بين الاقتصاد والسلطة المخزنية في المغرب، ويعتبر مرجعا أساسيا فيها.[بحاجة لمصدر]
كان له دور في إغناء المجال الأكاديمي بتدقيقه للكثير من المصطلحات والمفاهيم التي كانت تستعمل بطريقة ملتبسة، كالتنمية، والتخلف، والتربية، والعولمة، والمخزن. تبنى في آخر مراحل حياته الراديكالية السياسية وأيد مطالب حركة 20 فبراير.

## مسيرته
ولد إدريس بنعلي في العاصمة الرباط، بين أحياء ديور الجامع والعكاري٬ معقل الحركة الوطنية المغربية في ذلك الوقت. فقد إدريس والده عندما كان في الثانية من عمره٬ فترعرع بين أحضان والدته وجده وجدته من ناحية الأب. درس بثانوية مولاي يوسف بالرباط٬ وأمضى سنة في المستوى الثانوي بطنجة. وعندما بلغ 18 سنة عايش تشكيل أول برلمان مغربي سنة 1964. عند حصوله على شهادة الباكالوريا٬ توجه إلى غرونوبل لدراسة الاقتصاد٬ ليختار بعدها العودة إلى المغرب والمساهمة في تطوير مجتمعه.

### التدريس
بدأ بنعلي مسيرته التدريسية في المغرب بجامعة الحسن الثاني بالدار البيضاء قبل أن يلتحق بجامعة محمد الخامس بالرباط. وشغل منصب رئيس لجنة دعم الإنتاج السنمائي.
يعد إدريس بنعلي أحد مؤسسي جمعية مغرب بلوس. وفي مارس 2012 أسندت إليه رئاسة لجنة الدعم السينمائي والتي ضمت نخبة من الفنانين والإعلاميين والمختصين وممثلي القطاعات.

## فكره
يرى محمد الساسي أن بنعلي كان مرتبطا بشكل عاطفي مع فكر الأنوار، في حين أن الاشتراكيين كانوا يرون في الفكرة الاشتراكية نقيضة لفكر الأنوار، ويتعاملون على هذا الأساس، لكن ادريس بنعلي كان يقول بأن الاشتراكية هي تراكم، وبأننا الاشتراكيين في العالم الثالث لم نعطي لفكر الأنوار ما يستحق. لم يتحمل بنعلي أي مسؤولية تنظيمية مع حزب التقدم والاشتراكية، حيث كان يرى أن المثقف في حاجة إلى قدر من الحرية والاستقلالية، ويعتبر بأن المثقف لا يجب أن يقدم التنازلات التي يقدمها رجل السياسة.
يعتبر إدريس بنعلي أن المؤسسة الملكية لا يجب أن تسيطر على الاقتصاد ولم يتردد في القول أن أكبر مؤسسة اقتصادية في البلاد وهي «أونا» تخضع لتسيير إقطاعي، ونادى بضرورة ملكية برلمانية يسود فيها الملك ولا يحكم وابتعادها عن الاستثمار.
في التسعينات تحمل مسؤولية جمعية اسمها بدائل، وخاض هذه المغامرة معتقدا أن البلد بحاجة إلى نقاش سياسي، وأن الأطر السياسية المتوفرة لا توفر الشروط الكافية لهذا النقاش. وكان يرى بأن هناك قضايا طابو لا يتم مناقشتها مثل قضية الريع، وعلاقة السلطة بالمال، وفصل السلطات. بالإضافة لكون فكرة الإصلاح التي يجب مناقشتها هي فكرة مزدوجة؛ من خلال إصلاح عطب الدولة وإصلاح عطب الأحزاب. كما أن بنعلي كان يعتقد بأن اليسار عليه أن يقوم بدوره في تبليغ فكرة الانتقال الديمقراطي. فاقترحت جمعية «بدائل» تسوية تاريخية بين الملكية وبين اليسار؛ وهو ما عبر عنه آنذاك بجبهة حداثية خلف الملك، لكن مآل هذه التجربة هو أنها نجحت جزيئا، لكنها فشلت في تغيير المغرب جوهريا من الناحية السياسية، وهو ما سيجعل ادريس بنعلي ينتقل من الاعتدال إلى الراديكالية السياسية.

### الراديكالية السياسية
ارتفعت حدة انتقادات بنعلي بعد شعوره بالإحباط، وتيقن أن النضال اليساري لم يسمح بتحقيق تطوير بنيوي في المجال السياسي والاقتصادي للبلاد، فتعاطف بشكل كبير مع حركة 20 فبراير. وبدأ تجربة بكتابة مقالات الرأي في الصحف، التي اعترف من خلالها عن نجاح الربيع العربي رغم الأخطار التي تهدده، في حين أن الربيع في المغرب لم ينجح إلا جزئيا، حسب اعتقاده.
كان إدريس بنعلي من المبادرين في المقارنة بين الفاعلين السياسيين في الستينات حيث كانت الأحزاب تواجه الملكية وتتوصل معها إلى اتفاقيات في حين يبقى مغرب القرن 21 هو رهين مبادرات الملك في حين غابت باقي الأحزاب عن الساحة، وكان يشدد على أن حركة 20 فبراير تعتبر من الذين أعادوا تعدد الفاعلين في الساحة السياسية.
وكان إدريس بنعلي يحذّر من تراجع الأحزاب وسقوط بعضها تدريجيا في يد التكنوقراط الذين اقتحموا الساحة السياسية. ورفض إدريس بنعلي إغراءات السلطة وبقي منحازا للبحث العلمي والنضال السياسي إلى جانب المجتمع المدني.
دافع إدريس بنعلي عن النموذج التركي والماليزي، واعتبر أنهما حققا تقدما بفضل التنمية الاقتصادية، والتربية والحريات، ثم التماسك الاجتماعي. وحتى يتحقق هذا النموذج في المغرب، فإنه يجب تحقيق معدل نمو أكثر من سبعة في المائة على المدى البعيد، وأن يطبق نظام حكامة فعال وجيد، وأن يكون هناك حد أدنى من التماسك الاجتماعي،

## مؤلفات
ألف بنعلي العديد من الكتب والمقالات من بينها:
- «التنمية والانتقال نحو اقتصاد السوق»
- «التجارة شمال-جنوب»
- «تحليل العلاقات شمال-شمال»
- «اقتصاد التنمية».

## وصلات خارجية
- حوار مع الاقتصادي إدريس بنعلي، إدريس ولد القابلة، الحوار المتمدن.